# Darine Hamze

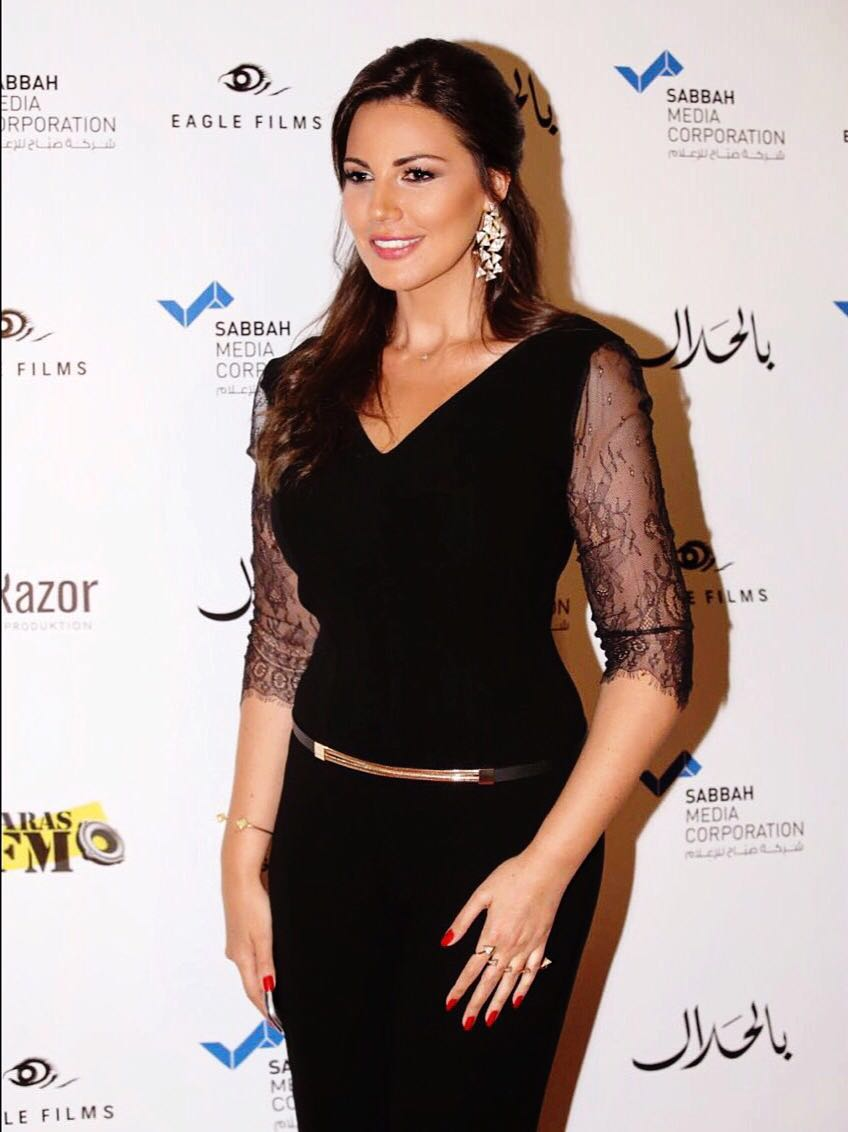
Darine Hamze, 2016

Darine Hamze (arabisch دارين حمزة, DMG Dārīn Ḥamza; geb. am 5. Juli 1979 in Baalbek) ist eine libanesische Schauspielerin, Regisseurin und Filmproduzentin.

## Leben
Hamze ist die zweitgeborene Tochter einer muslimisch-schiitischen Familie. Aufgrund des libanesischen Bürgerkrieges pendelte ihre Familie zwischen Libanon und Frankreich hin und her, von ihrem achten bis dreizehnten Lebensjahr lebte Hamze mit ihren Geschwistern in einem Internat in Bath in Großbritannien. Nach Ende des Bürgerkrieges kehrte Hamze in den Libanon zurück und studierte Schauspiel und Regie am Institute of Fine Arts an der Libanesischen Universität.
Hamze beschreibt sich selbst als gläubig, aber säkular. Sie folgt einem individuellen synkretistischen Glauben, der sowohl muslimische wie christliche Elemente vereint, darunter eine starke Nähe zu dem maronitischen Mönch Scharbel Machluf.

## Schauspielkarriere
Bereits vor ihrem Abschluss wirkte Hamze in der Serie „Talebeen al-Qarb“ von Marwan Najjar und in Theaterstücken von Karim Dakroub mit und wechselte zur Regiearbeit bei Future TV. Hamze setzte ihre Schauspielstudien in Großbritannien an der University of Westminster fort und erwarb einen Postgraduiertenabschluss in den Bereichen Schauspiel und Regie.
Nach ihrer Rückkehr aus Großbritannien nahm Hamze im Juli 2006 an „Aida“ und der golfarabischen Comedyserie „9/11“ teil. Ebenso trat Hamze im Musical „Sah al-Noum“ bei den Baalbek-Festivals auf. Um ihre Schauspielleistungen weiter zu verbessern, reiste Hamze in die USA, wo sie eine intensive Schauspielausbildungen für das Kino absolvierte.
Nach ihrer Rückkehr spielte Hamze in dem iranischen Film Ketabe ghanouin eine libanesische Christin, die aus Liebe zu einem Mann zum Islam konvertiert und mit ihm in den Iran auswandert, wo sie mit der Doppelmoral von muslimischen religiösen Würdenträgern konfrontiert wird, deren Verhalten im Widerspruch zum Koran stehen. Im gleichen Jahr verkörperte Hamze in der Hauptrolle von The Pearl die jüdisch-libanesische Mossad-Agentin Shulamit Kishik-Cohen (1917–2017).
2011 verkörperte Hamze in Beirut Hotel eine verheiratete Sängerin, die eine Liebesbeziehung mit einem Franzosen eingeht. Der Film wurde im Libanon aus politischen Gründen verboten, da er die Ermordung des libanesischen Ministerpräsidenten Rafiq al-Hariri erwähnt, doch auch Hamze's Nacktszenen riefen in der konservativen libanesischen Gesellschaft Kritik hervor, waren letztlich aber nicht ausschlaggebend für das Verbot.
2015 spielte Hamze in der Filmkomödie Liebe Halal die geschiedene Mitdreißigerin Lubna, die, um mit ihrem verheirateten Geliebten legal zusammen sein zu können, eine schiitische Zeitehe eingeht. Für diese Rolle erhielt sie 2016 den Publikumspreis beim Fukuoka International Film Festival.
2017 gewann sie beim algerischen Oran International Film Festival den Preis als beste Schauspielerin für ihre Rolle in Nuts.

## Positionen
Hamze lehnt die Ansicht ab, dass die Religion Menschen unterdrückt; so gebe die Religion des Islam etwa Frauen Rechte, die Gesellschaft hingegen unterdrücke die Frau. Während Hamze die Religion grundsätzlich als positiv ansieht, sieht sie im religiösem Fundamentalismus, bzw. im Sektarismus den Grund für die Kriege im Nahen Osten und tritt daher für die Trennung von Religion und Staat ein.

## Wissenswertes
Hamze ist Gründerin der Nichtregierungsorganisation Ibram, die sich gegen Gewalt von jungen Menschen und den Schutz von Frauen vor Gewalt einsetzt.

## Filmografie (Auswahl)
- 2001 – Talbeen El Orb – (Fernsehserie – LBCI)
- 2002 – Flat, Pale, White Hands – (Kurzfilm – Lebanese University, als Regisseurin)
- 2002 – Her Absurdity – (Kurzfilm – Lebanese University)
- 2003 – The Park – (Kurzfilm – Columbia University, NY)
- 2004 – I-Axis/ Skin Plasticity – (Kurzfilm – University of Westminster, als Regisseurin)
- 2006 – Hkeyit Aayda – (Fernsehserie – LBCI)
- 2006 – Alaadasa Alarabia – (Dokumentation – Al-Jazeera, als Regisseurin)
- 2007 – 911 – (Fernsehserie – LBC SAT)
- 2008 – Rebirth – (Iranischer Film)
- 2008 – Hamil Outer Bladi – (Musik-Video)
- 2008 – Drabzin – (Kurzfilm – Notre Dame University)
- 2009 – Adventures of Jad & Nour – (Fernsehserie – OTV)
- 2009 – Al-Dawama – (Fernsehserie – Syria TV)
- 2009 – Ketabe ghanouin
- 2009 – Majnouni – (Kurzfilm – Université Saint-Joseph)
- 2010 – Aala El-aahed – (Fernsehserie – New TV)
- 2010 – Selim w Distit Harim – (Fernsehserie – MBC)
- 2010 – South of Heaven
- 2011 – Beirut Hotel
- 2011 – Al-Ghaliboun (Fernsehserie – Libanon)
- 2011 – Al-Chahroura (Fernsehserie – Ägypten-Libanon)

- 2012 – Khotot Hamraa (Fernsehserie – Ägypten)
- 2012 – Zay Elward (Fernsehserie – Ägypten)
- 2013 – Betroit (Libanon-USA)
- 2013 – Ghazl El Banet (Fernsehserie – LBCI)
- 2014 – Halawet Alrouh (Fernsehserie – Syrien-Libanon-Tunesien)
- 2014 – Ahl Alexandria (Fernsehserie – Ägypten)
- 2015 – Liebe Halal (Deutschland-Libanon)
- 2015 – Alarab Part 1 (Fernsehserie – Syrien)
- 2015 – Single, Married, Divorced, Yalla Aabelkon (Libanon)
- 2015 – Ahmad W Christina (Fernsehserie – MTV)
- 2015 – Teen Wolf (Fernsehserie  – MTV)
- 2015 – Abna wa qatala (Fernsehserie – MTV)
- 2016 – Yalla Aabelkon Shabeb – Teil 2 (Libanon)
- 2016 – Shahadit Milad (Fernsehserie  – ON Cairo)
- 2016 – Alarab Part 2 (Fernsehserie – Syrien)
- 2017 – Nuts (Libanon-Frankreich)
- 2018 – Forsa Akhira (Fernsehserie – Bein Drama TV)
- 2019 – Beirut Bride (Fernsehserie – MBC)

## Auszeichnungen und Nominierungen
- 2016, für Liebe Halal, Publikumspreis beim Fukuoka International Film Festival
- 2017, für: Nuts, beste Hauptdarstellerin, beim Oran International Film Festival